# Двигун внутрішнього згоряння для моделей

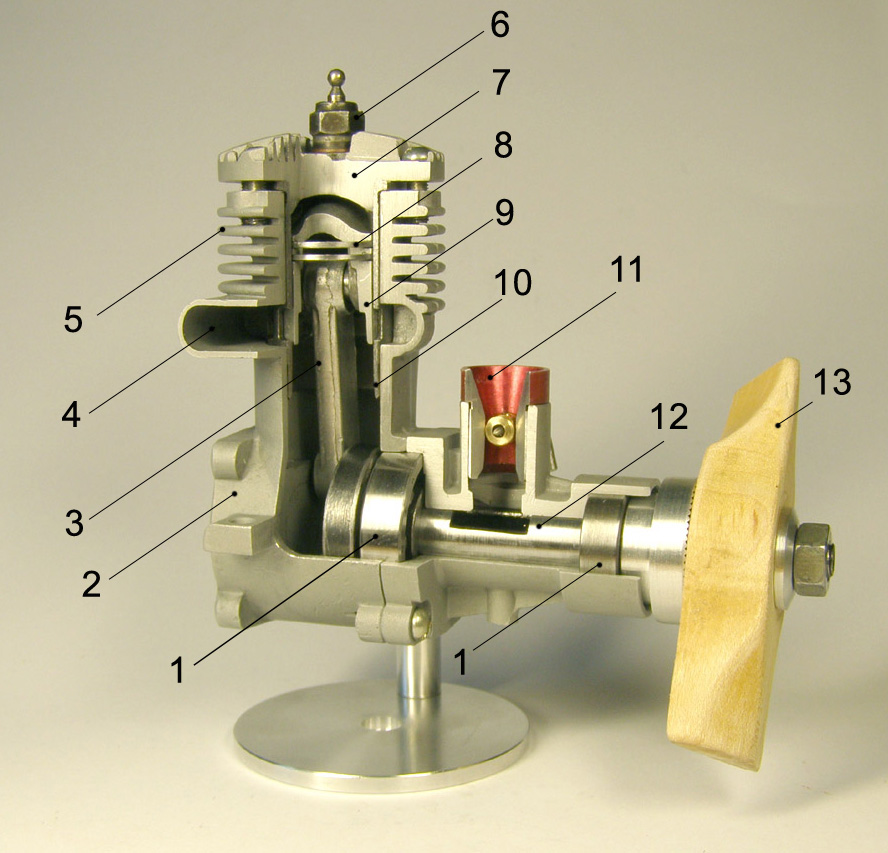
Конструкція метанольного двигуна: 1 — вальниця кочення; 2 — картер (корпус двигуна); 3 — шатун; 4 — випускне вікно; 5 — ребра охолодження; 6 — свічка розжарювання; 7 — головка циліндра; 8 — компресійні кільця (застосовують не на всіх двигунах); 9 — поршень; 10 — гільза циліндра; 11 — карбюратор (постійних обертів, не керований); 12 — колінчастий вал (з отвором розподілення робочої суміші); 13 — пропелер

Двигу́н вну́трішнього згоря́ння для моделей — силова установка, яка приводить в рух моделі літаків, вертольотів, автомобілів та ін.
Двигуни внутрішнього згоряння в моделізмі, до останнього часу, були найбільше розповсюдженими. Протягом еволюції авіамоделізму для літаків (та інших моделей) застосовували мікролітражні карбюраторні бензинові двигуни з іскровим запаленням, компресійні та мотори із запаленням свічкою розжарювання, робочий об'єм яких, в основному, сягав 0,8—15 см³. Серед них відрізнять двигуни, що працюють у двотактному та чотиритактному циклі.

## Бензинові двигуни з іскровим запаленням

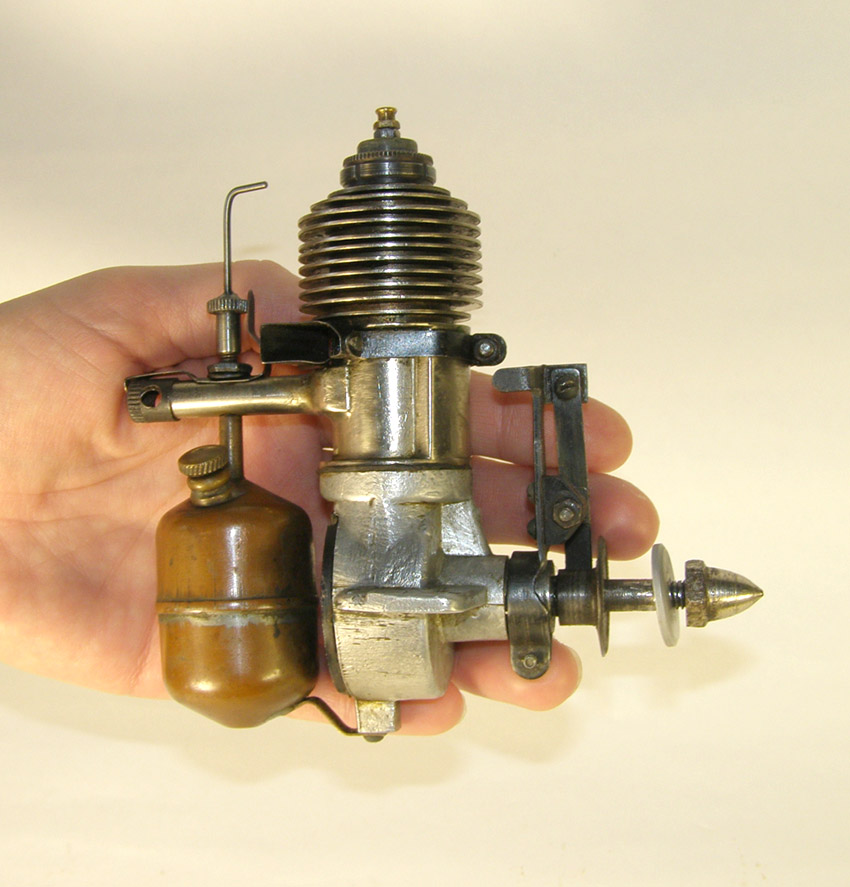
Авіамодельний бензиновий двигун 1930-х років

Перші двигуни для моделей, що вироблялись серійно, з'явились в 1930-х роках в США, Англії, Німеччині. Це були двотактні мотори, які мали іскрову систему запалення і працювали на суміші бензину та машинної оливи. До системи запалення входили контактний переривач, індукційна котушка, конденсатор, батарея та іскрова запальна свічка. Такі двигуни мали робочий об'єм 5—10 см³. Вони були основним видом двигунів в моделізмі до кінця 1940-х років.
Істотним недоліком таких двигунів була громіздка та досить важка система запалення, що було особливо проблематично при застосуванні на авіамоделях. Пізніше бензинові двигуни були витіснені метанольними моторами із запаленням спіраллю розжарювання.
Вдруге бензинові двигуни набули певної популярності в середині 2000-х років. Щоправда, це вже є мотори значно більшої кубатури (20—150 см³), які встановлюють на великі моделі літаків, автомобілів, гоночних катерів. Сучасні бензинові двигуни сконструйовані з врахуванням сучасних технологій та оснащені відносно легкою, надійною іскровою електронною системою запалення.

## Двигуни з запаленням свічкою розжарювання (метанольні)

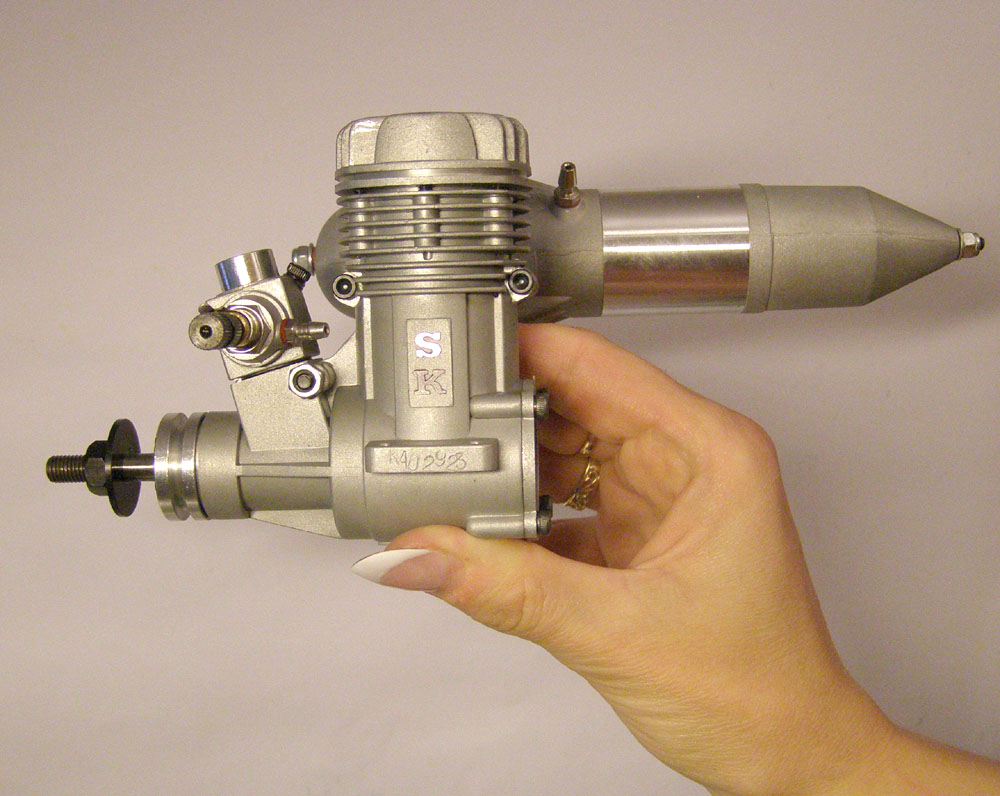
Двотактний авіамодельний двигун із запаленням свічкою розжарювання об'ємом 7,5 см³

Американський аматор, конструктор модельних двигунів Рей Арден (Ray Arden), в 1947 році винайшов компактну запальну свічку із спіраллю розжарювання. Експериментуючи з пальним та елементами запалення робочої суміші, він добився стабільної роботи двигуна на метанолі (метиловому спирті), який запалювався свічкою розжарювання. Такі двигуни стали дуже популярними, вони не потребують системи запалення на борту моделі, а лише невеличку свічку розжарювання.
Двигуни з запаленням свічкою розжарювання працюють на паливі, що складається з суміші метанолу та рицинової або синтетичної оливи. Як присадку, що підвищує потужність двигуна, застосовують нітрометан. В середині каталітичної свічки розжарювання знаходиться спіраль з платино-іридієвого сплаву, яка при нагріві каталітично підпалює горючу суміш. Існують також звичайні свічки розжарювання, в яких каталіз не використовується.
Під час запуску двигуна до свічки підключають електричну батарею (напруга 1,2 В), від якої спіраль розжарюється й запалює горючу суміш. Коли двигун запустився, напругу відключають, а далі робоча температура спіралі підтримується високою температурою продуктів згоряння.
Паливно-повітряна суміш готується в карбюраторі простої конструкції. Для радіокерованих моделей двигуни оснащують більш складним карбюратором, що забезпечує регулювання обертів валу.
В моделізмі застосовуються двотактні та чотиритактні двигуни. Чотиритактні двигуни, забезпечують більшу ефективність використання палива (вихідну потужність відносно споживання палива), але виробляють менше енергії, ніж двотактові двигуни того самого робочого об'єму, та мають складнішу конструкцію. Найбільше поширення мають одноциліндрові двотактні двигуни. Існують також опозітні двоциліндрові, зіркоподібні а також специфічні роторні мотори Ванкеля. Всі сучасні двигуни оснащують глушниками.

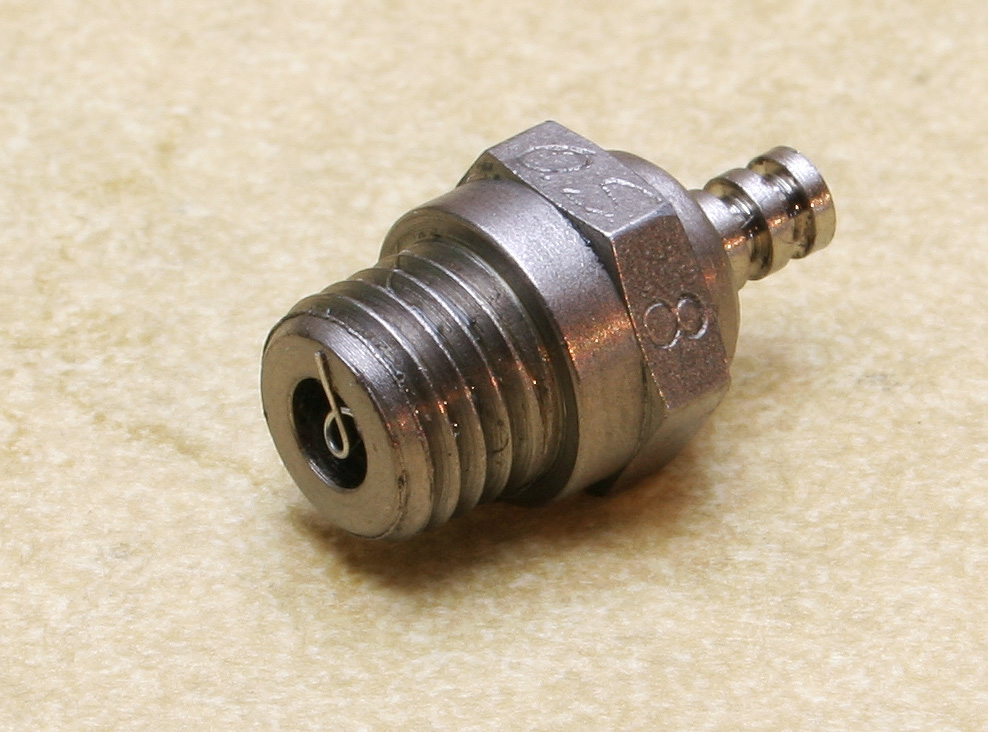
Свічка розжарювання для модельного двигуна. Свічки різних типів мають однакову різьбу 1/4-32 UNEF

Поширена класифікація метанольних двигунів виражена в сотих частках кубічного дюйма та кубічних сантиметрах:
- 15 клас (2,5 см³)
- 21 клас (3,5 см³)
- 25 клас (4 см³)
- 30 клас (4,9 см³)
- 35 клас (5,8 см³)
- 40 клас (6,5 см³)
- 46 клас (7,5 см³)
- 50 клас (8,5 см³)
- 61 клас (10 см³)
- 90 — 91 клас (≈15 см³)
- 108 клас (≈18 см³)
- 120 клас (≈20 см³)
- 140 клас (≈23 см³)
- 160 клас (≈26 см³)
- 180 клас (≈30 см³)

## Компресійні двигуни
Компресі́йний двигу́н — тип поршневого двотактового двигуна внутрішнього згоряння, в якому запалювання паливо-повітряної суміші спричиняється великою температурою від її стиснення (компресії). В багатьох країнах такі двигуни ще називають дизельними, хоча це є не зовсім вірно.

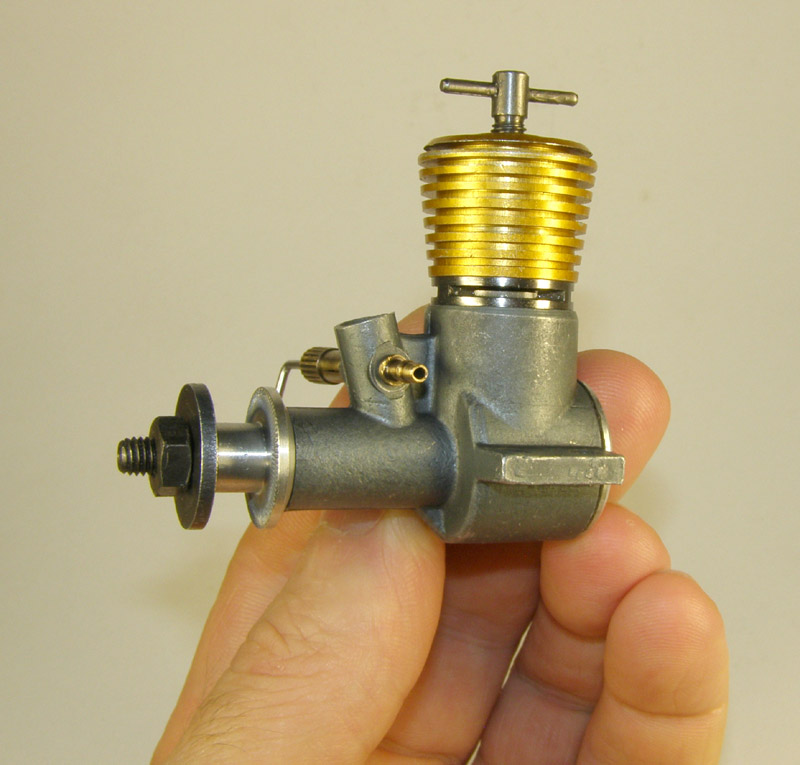
Компресійний двигун об'ємом 1,5 см³.

Пальним для компресійних двигунів є суміш діетилового (медичного) етеру, гасу (освітлювальний гас), рицинової (касторової) олії та мінеральної машинної оливи. Саме ефір є основним запалювальним компонентом палива. Ступінь стиснення регулюється контрпоршнем — рухомим поршнем, розташованим в головці циліндра, який змінює об'єм камери згоряння. Контрпоршень переміщається гвинтом, розташованим у верхній частині радіатора охолодження циліндра. Велика ступінь стиснення досягається високою точністю виготовлення взаємно притертих гільзи циліндра (загартована сталь) та чавунного поршня.
Максимальні оберти двигуна регулюють підбором ступеня стиснення та подачею пального (голкою карбюратора). У компресійних модельних двигунах карбюратор має просту конструкцію, складається із дифузора та жиклера з різьбовою голкою для регулювання подачі палива. Зміна обертів керованим карбюратором (з повітряною заслонкою) малоефективна. Майже всі двигуни глушниками не оснащувались.

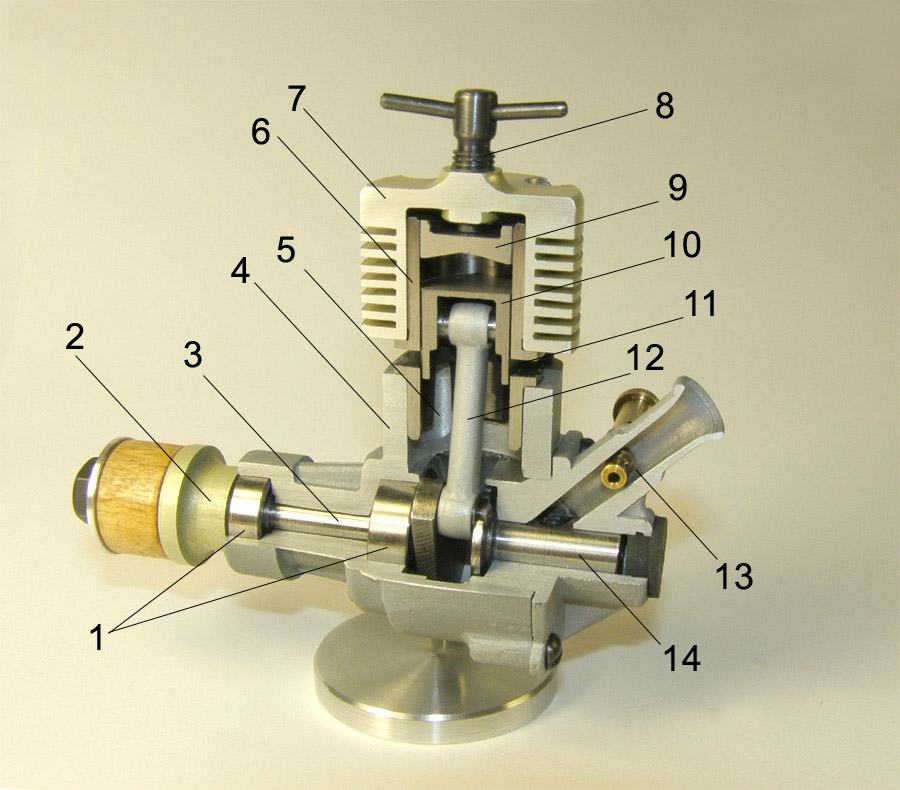
Конструкція компресійного двигуна «Ритм»: 1 — вальниця кочення; 2 — опорна шайба пропелера; 3 — колінчастий вал; 4 — картер (корпус двигуна); 5 — перепускний канал; 6 — гільза циліндра; 7 — радіатор циліндра; 8 — гвинт контрпоршня; 9 — контрпоршень; 10 — поршень; 11 — випускне вікно; 12 — шатун; 13 — карбюратор (постійних обертів, не керований); 14 — розподільчий вал

У масовому виробництві компресійні двигуни з'явились в 1950-х роках у Німеччині, США, Англії. Вони мали невеликий робочий об'єм, в межах 1,5—4 см³. Найбільш розповсюдженими стали класи 1,5 та 2,5 см³. Сьогодні компресійні двигуни втратили свою актуальність, і використовуються лише в деяких класах моделей та окремими аматорами. В СРСР такі двигуни були дуже розповсюджені в технічних гуртках, в основному по причині того, що підліткам заборонялось користуватись метанольним паливом через його отруйні властивості.
З 1962 року до 1980-х років, на київському заводі ДОСААФ, виробляли популярний двигун «Ритм» об'ємом 2,5 см³, «Вєтєрок» об'ємом 1,5 см³; на інших підприємствах УРСР двигуни «Харьков—2,5», «Сокол—2,5», «ЕВРІКА» та цілу низку метанольних моторів. Сьогодні в Харкові є невеликі фірми, що серійно виготовляють висококласні компресійні двигуни для спортивного моделізму.

## Система змащення модельних двигунів
Спеціальної системи змащення двигуни для моделей не мають. Змащення рухомих деталей виконується оливою, розчиненою у пальному. Паливна суміш, що проходить в картері, частково розшаровується, і олива у вигляді крапель осідає на деталях двигуна.
В бензинове пальне (бензин А-95) додають близько 3—10 % мінеральної або синтетичної оливи; в метанольне близько 15—20 % рицинової або синтетичної оливи; в дизельне 25—33 % суміші рицинової та мінеральної оливи.

## Застосування
Окрім звичайних двигунів для моделей літаків, існують їх модифікації або спеціальні розробки для установки на інші моделі. Загалом вони мають схожу конструкцію, але відрізняються потужністю, конструкцією карбюратора, типом глушника, методом охолодження. Серед них існують двигуни зі стандартними технічними параметрами, призначені для аматорів, та спеціальні потужні, значно дорожчі мотори для спортивних змагань.
Авіамодельні двигуни для моделей вертольотів, які працюють з примусовим охолодженням від вентилятора, оснащують головкою циліндра із більшою площею ребер охолодження. В двигунах для судномоделей, головка циліндра має особливу конструкцію, через яку проходить вода (із за борту моделі), що охолоджує двигун. Для забезпечення стабільності його роботи, на вихідному валу встановлюють маховик.
Двигуни для автомоделей працюють в умовах значних навантажень, вони більш масивні, оснащені спеціальним карбюратором та
головкою циліндра із великою площею ребер охолодження.

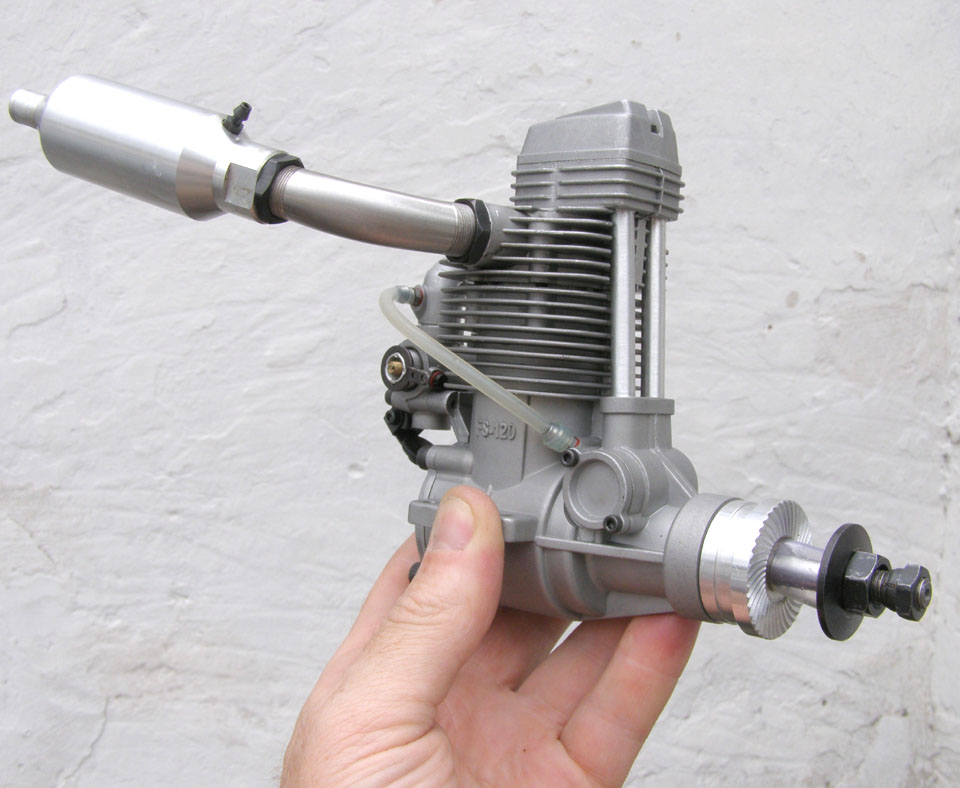
Чотиритактний авіамодельний двигун 120-класу (20 см³)
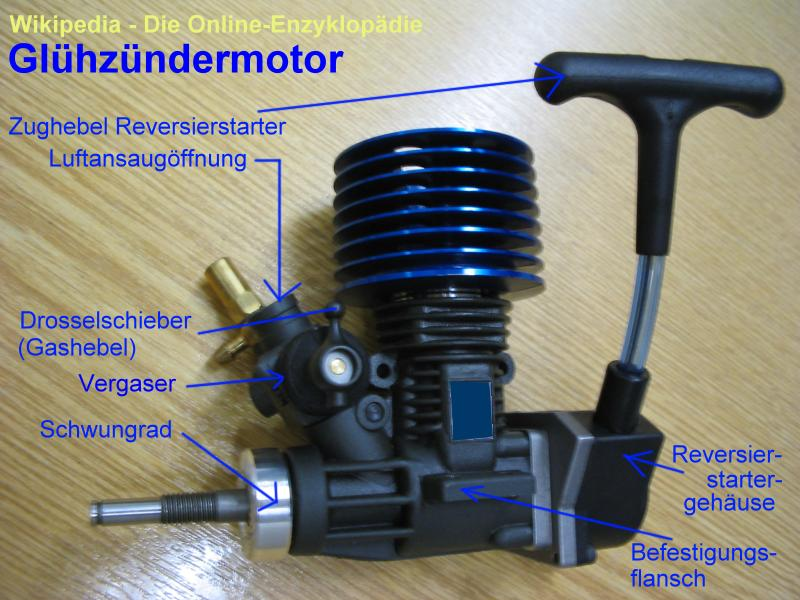
Метанольний двигун для автомоделі оснащений стартером ручного запуску
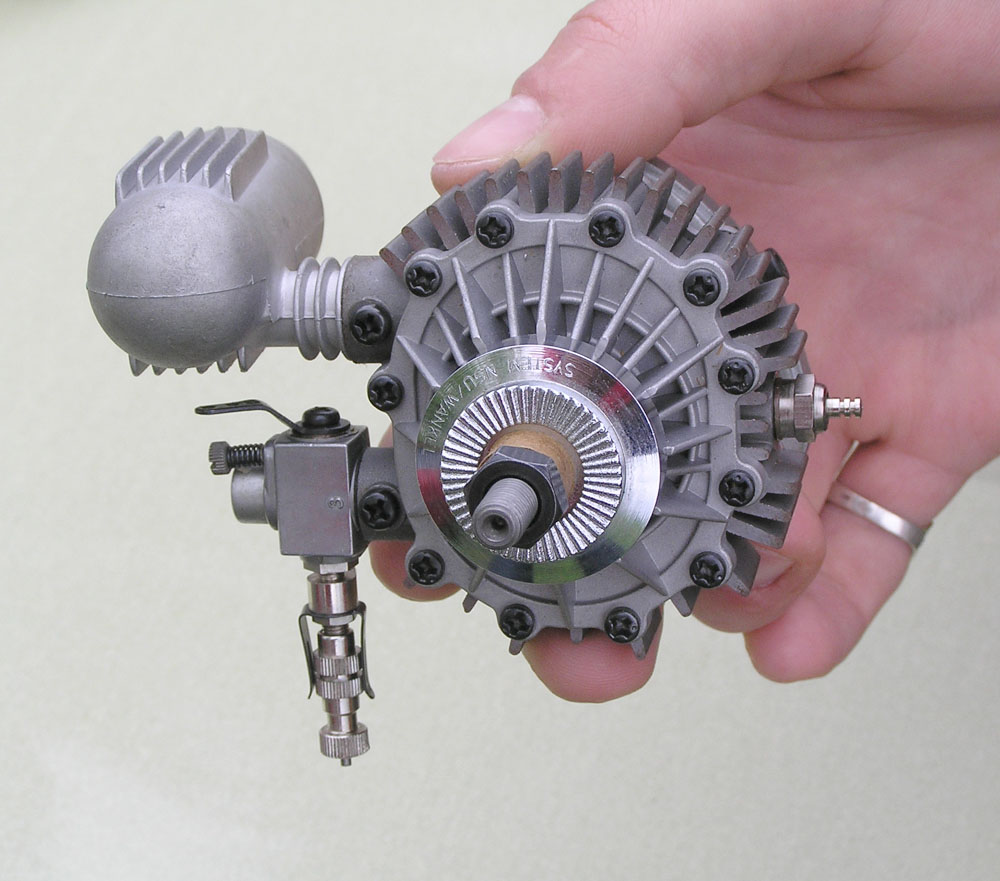
Авіамодельний двигун Ванкеля із запаленням свічкою розжарювання
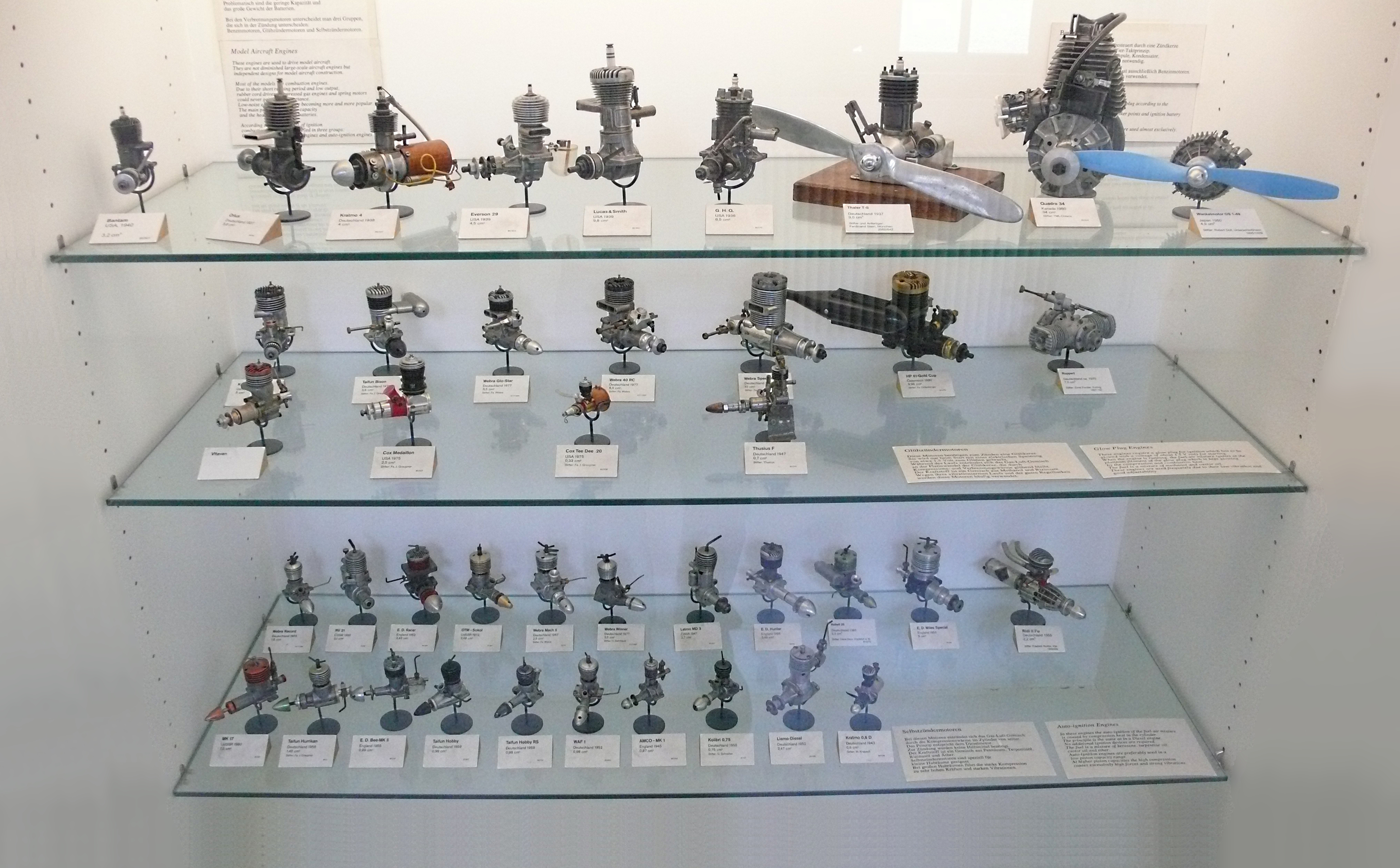
Авіамодельні двигуни різних років виробництва та типів. На верхній полиці розміщені бензинові двигуні, на середній метанольні, внизу компресійні мотори
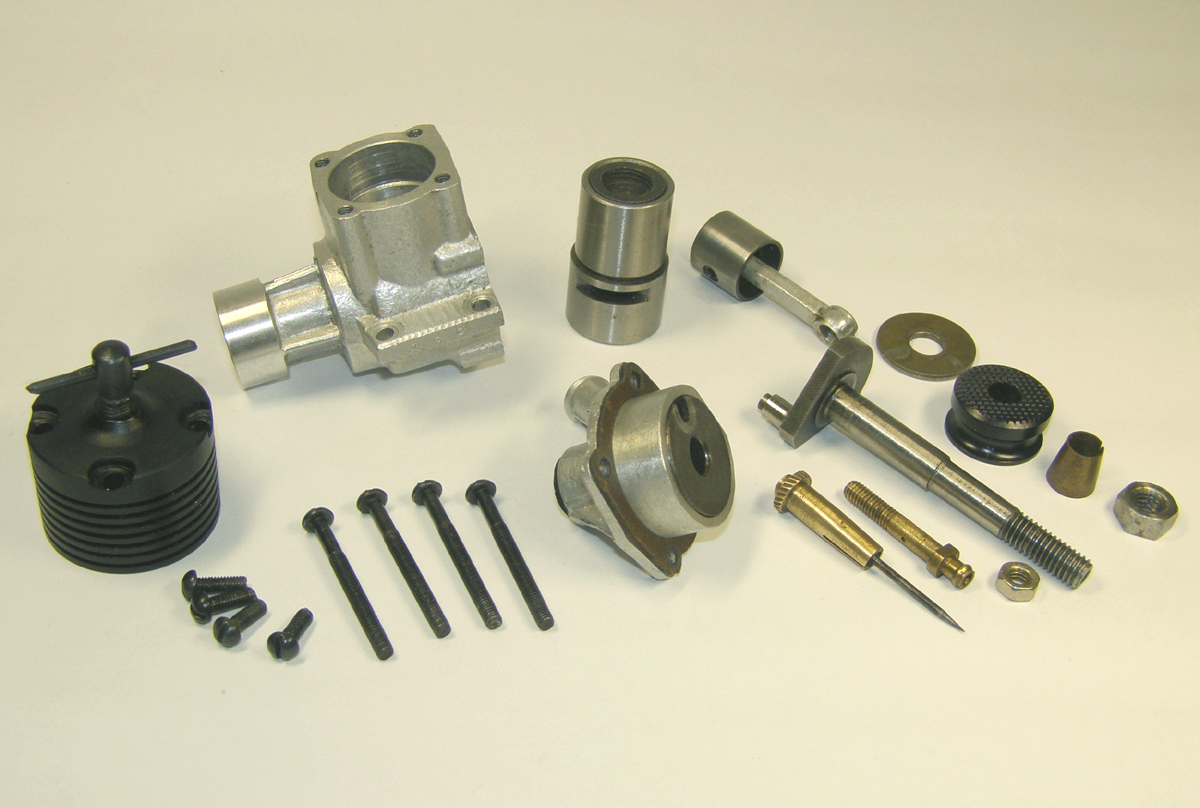
Складові частини компресійного двигуна «Ритм» об'ємом 2,5 см³
Складові частини метанольного двигуна об'ємом 6,5 см³ з керованим карбюратором
Запуск двигуна авіамоделі ручним електростартером
Чотиритактний двигун на моделі літака